# Sudáfrica en la Copa Mundial de Fútbol de 1998
Sudáfrica en la Copa Mundial de Fútbol de 1998, la selección de Sudáfrica fue uno de los 32 países participantes de la Copa Mundial de Fútbol de 1998, realizada en Francia. El seleccionado sudafricano clasificó a la cita de Francia, gracias a que ganó su grupo de la eliminatoria africana.

## Clasificación

### Primera Ronda
| Equipo 1 | Agr. | Equipo 2  | Ida | Vuelta |
| -------- | ---- | --------- | --- | ------ |
| Malaui   | 0–4  | Sudáfrica | 0–1 | 0–3    |

### Ronda Final

#### Grupo 3
| País      | J | G | E | P | GF | GC | GD | Pts |
| --------- | - | - | - | - | -- | -- | -- | --- |
| Sudáfrica | 6 | 4 | 1 | 1 | 7  | 3  | 4  | 13  |
| Congo     | 6 | 3 | 1 | 2 | 5  | 5  | 0  | 10  |
| Zambia    | 6 | 2 | 2 | 2 | 7  | 6  | 1  | 8   |
| RD Congo  | 6 | 0 | 2 | 4 | 4  | 9  | −5 | 2   |

En Mayo de 1997, Zaire pasó a llamarse República Democrática del Congo.
| 9-11-1996 | Sudáfrica   | 1–0     | Zaire | FNB Stadium, Johannesburg                                |                                                          |
|           | Masinga 67' | Reporte |       | Asistencia: 55,000 espectadores Árbitro(s): Said Belqola | Asistencia: 55,000 espectadores Árbitro(s): Said Belqola |

| 11-1-1997 | Zambia | 0–0     | Sudáfrica | Independence Stadium, Lusaka                               |                                                            |
|           |        | Reporte |           | Asistencia: 75,000 espectadores Árbitro(s): Tajaddin Fares | Asistencia: 75,000 espectadores Árbitro(s): Tajaddin Fares |

| 6-4-1997 | Congo                  | 2–0     | Sudáfrica | Stade Municipal, Pointe-Noire                            |                                                          |
|          | Younga-Mouhani 60' 64' | Reporte |           | Asistencia: 38,000 espectadores Árbitro(s): Sidi Magassa | Asistencia: 38,000 espectadores Árbitro(s): Sidi Magassa |

| 27-4-1997 | Zaire     | 1–2     | Sudáfrica                 | Stade de Kégué, Lomé, Togo                                  |                                                             |
|           | Tumba 26' | Reporte | Khumalo 21' · Masinga 66' | Asistencia: 7,000 espectadores Árbitro(s): Emmanuel Obafemi | Asistencia: 7,000 espectadores Árbitro(s): Emmanuel Obafemi |

| 8-6-1997 | Sudáfrica                                | 3–0     | Zambia | FNB Stadium, Johannesburg                                     |                                                               |
|          | Mkhalele 8' · Masinga 17' · Williams 54' | Reporte |        | Asistencia: 73,000 espectadores Árbitro(s): Gamal Al-Ghandour | Asistencia: 73,000 espectadores Árbitro(s): Gamal Al-Ghandour |

| 16-8-1997 | Sudáfrica   | 1–0     | Congo | FNB Stadium, Johannesburg                                   |                                                             |
|           | Masinga 14' | Reporte |       | Asistencia: 80,000 espectadores Árbitro(s): Charles Masembe | Asistencia: 80,000 espectadores Árbitro(s): Charles Masembe |

## Jugadores
| #  | Nombre             | Posición      | Edad | Club                |
| -- | ------------------ | ------------- | ---- | ------------------- |
| 1  | Hans Vonk          | Portero       | 28   | Heerenveen          |
| 2  | Themba Mnguni      | Defensor      | 24   | Mamelodi Sundows    |
| 3  | David Nyathi       | Defensor      | 29   | Saint Gallen        |
| 4  | Willem Jackson     | Defensor      | 26   | Orlando Pirates     |
| 5  | Mark Fish          | Defensor      | 23   | Bolton Wanderers    |
| 6  | Phil Masinga       | Delantero     | 28   | Bari                |
| 7  | Quinton Fortune    | Delantero     | 21   | Atlético Madrid     |
| 8  | Alfred Phiri       | Mediocampista | 23   | Belediye Vanspor    |
| 9  | Shaun Bartlett     | Delantero     | 25   | Ajax Cape Town      |
| 10 | John Moshoeu       | Mediocampista | 32   | Fenerbahçe          |
| 11 | Helman Mkhalele    | Mediocampista | 28   | Kayserispor         |
| 12 | Brendan Augustine  | Delantero     | 26   | LASK Linz           |
| 13 | Delron Buckley     | Delantero     | 20   | VfL Bochum          |
| 14 | Jerry Sikhosana    | Delantero     | 29   | Orlando Pirates     |
| 15 | Doctor Khumalo     | Mediocampista | 30   | Kaizer Chiefs       |
| 16 | Brian Baloyi       | Portero       | 24   | Kaizer Chiefs       |
| 17 | Benni McCarthy     | Delantero     | 20   | Ajax                |
| 18 | Lebohang Morula    | Mediocampista | 29   | Belediye Vanspor    |
| 19 | Lucas Radebe       | Defensor      | 29   | Leeds United        |
| 20 | William Mokoena    | Mediocampista | 23   | Manning Rangers     |
| 21 | Pierre Issa        | Defensor      | 22   | Marsella            |
| 22 | Paul Evans         | Portero       | 24   | Supersport United   |
| 23 | Simon Gopane       | Portero       | 27   | Bloemfontein Celtic |
| DT | Philippe Troussier |               |      |                     |

- Andre Arendse se lesionó antes del inicio del torneo. Su sustituto, Paul Evans, también resultó herido poco después de llegar como reemplazo. Entonces Simon Gopane, fue llamado a filas, y se sentó en el banquillo en los dos últimos partidos.

## Participación

### Primera fase

#### Grupo C
| Equipo         | Pts | PJ | PG | PE | PP | GF | GC | Dif |
| -------------- | --- | -- | -- | -- | -- | -- | -- | --- |
| Francia        | 9   | 3  | 3  | 0  | 0  | 9  | 1  | 8   |
| Dinamarca      | 4   | 3  | 1  | 1  | 1  | 3  | 3  | 0   |
| Sudáfrica      | 2   | 3  | 0  | 2  | 1  | 3  | 6  | −3  |
| Arabia Saudita | 1   | 3  | 0  | 1  | 2  | 2  | 7  | −5  |

| 12 de junio de 1998, 21:00 | Francia                                     | 3:0 (1:0) | Sudáfrica | Stade Vélodrome, Marsella                                           |                                                                     |
|                            | Dugarry 36' · Issa 77' (a.g.) · Henry 90+2' | Reporte   |           | Asistencia: 55 000 espectadores Árbitro(s): Márcio Rezende (Brasil) | Asistencia: 55 000 espectadores Árbitro(s): Márcio Rezende (Brasil) |

| 18 de junio de 1998, 17:30 | Sudáfrica    | 1:1 (0:1) | Dinamarca   | Stade de Toulouse, Toulouse                                             |                                                                         |
|                            | McCarthy 51' | Reporte   | Nielsen 12' | Asistencia: 33 300 espectadores Árbitro(s): John Toro Rendón (Colombia) | Asistencia: 33 300 espectadores Árbitro(s): John Toro Rendón (Colombia) |

| 24 de junio de 1998, 16:00 | Sudáfrica           | 2:2 (1:1) | Arabia Saudita                                 | Parc Lescure, Burdeos                                                    |                                                                          |
|                            | Bartlett 18', 90+3' | Reporte   | Al-Jaber 45+2' (pen.) · Al-Thunayan 74' (pen.) | Asistencia: 31 800 espectadores Árbitro(s): Mario Sánchez Yantén (Chile) | Asistencia: 31 800 espectadores Árbitro(s): Mario Sánchez Yantén (Chile) |